# Białogard
Białogard [bʲawˈɔgart] (deutsch Belgard (an der Persante)) ist eine Kreisstadt in der polnischen Woiwodschaft Westpommern. Sie ist auch Sitz der Gmina Białogard, einer das Stadtgebiet umgebenden Landgemeinde.

## Geographische Lage
Die Stadt liegt in Hinterpommern, an der Einmündung der Leitnitz in die Persante (Parsęta), etwa 25 km südöstlich von Kołobrzeg (Kolberg) und 25 km südwestlich von Koszalin (Köslin). Stettin ist etwa 150 km entfernt.

## Geschichte

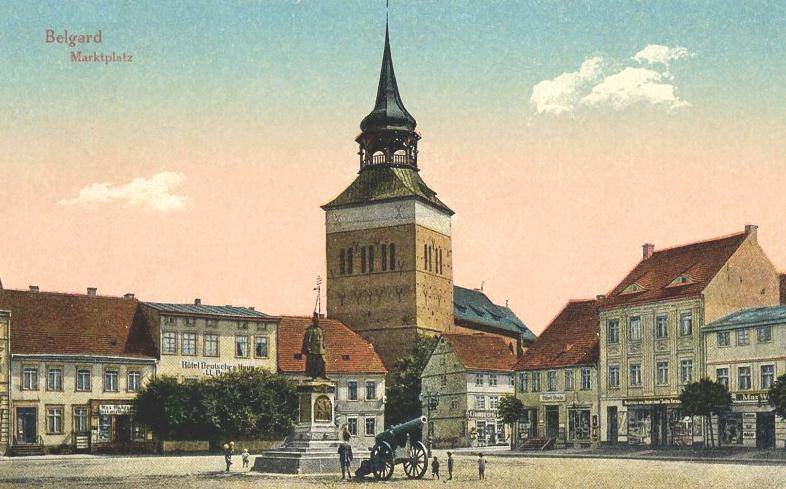
Marktplatz der Stadt Belgard mit Marienkirche um 1900

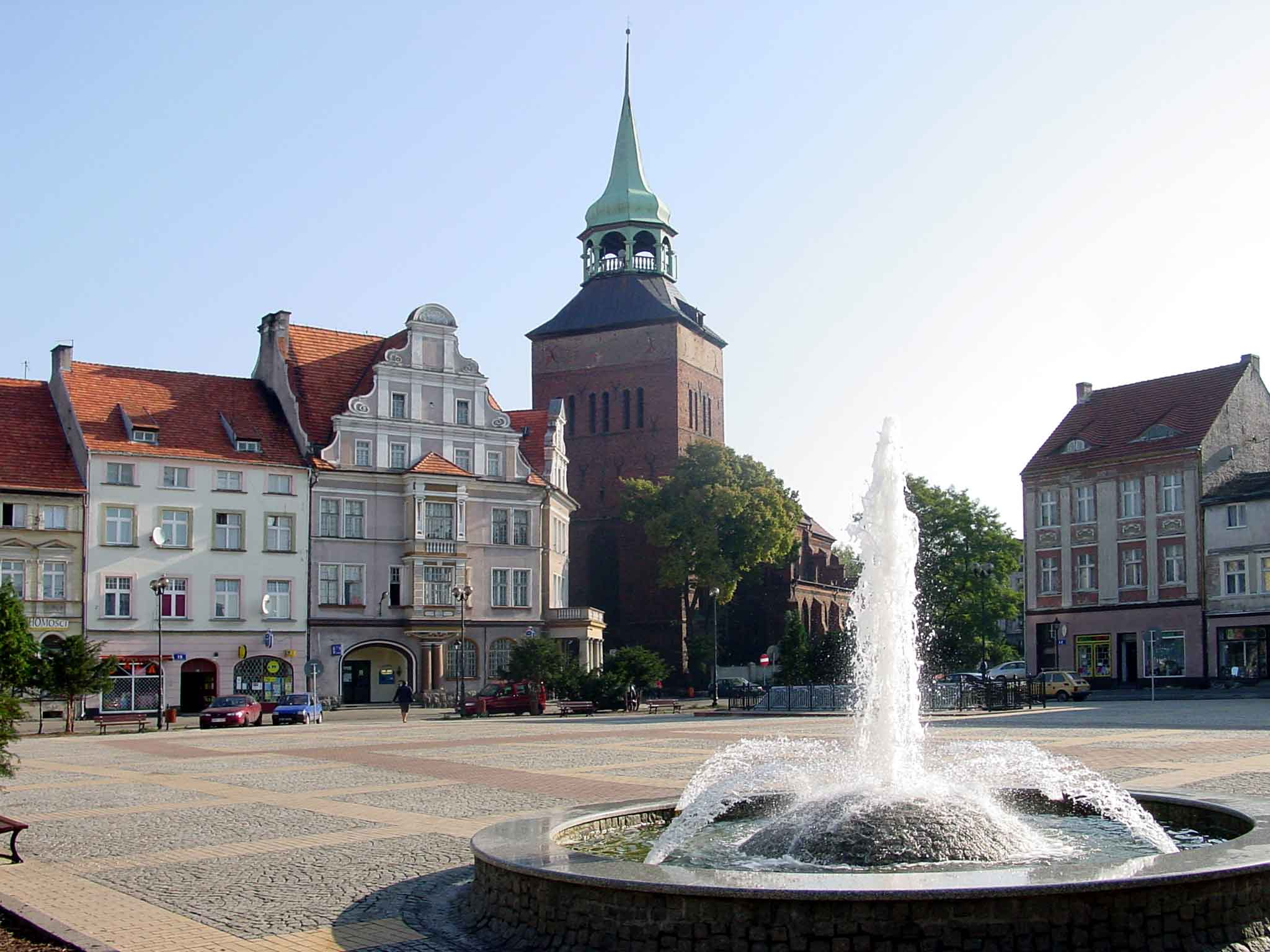
… und 2003

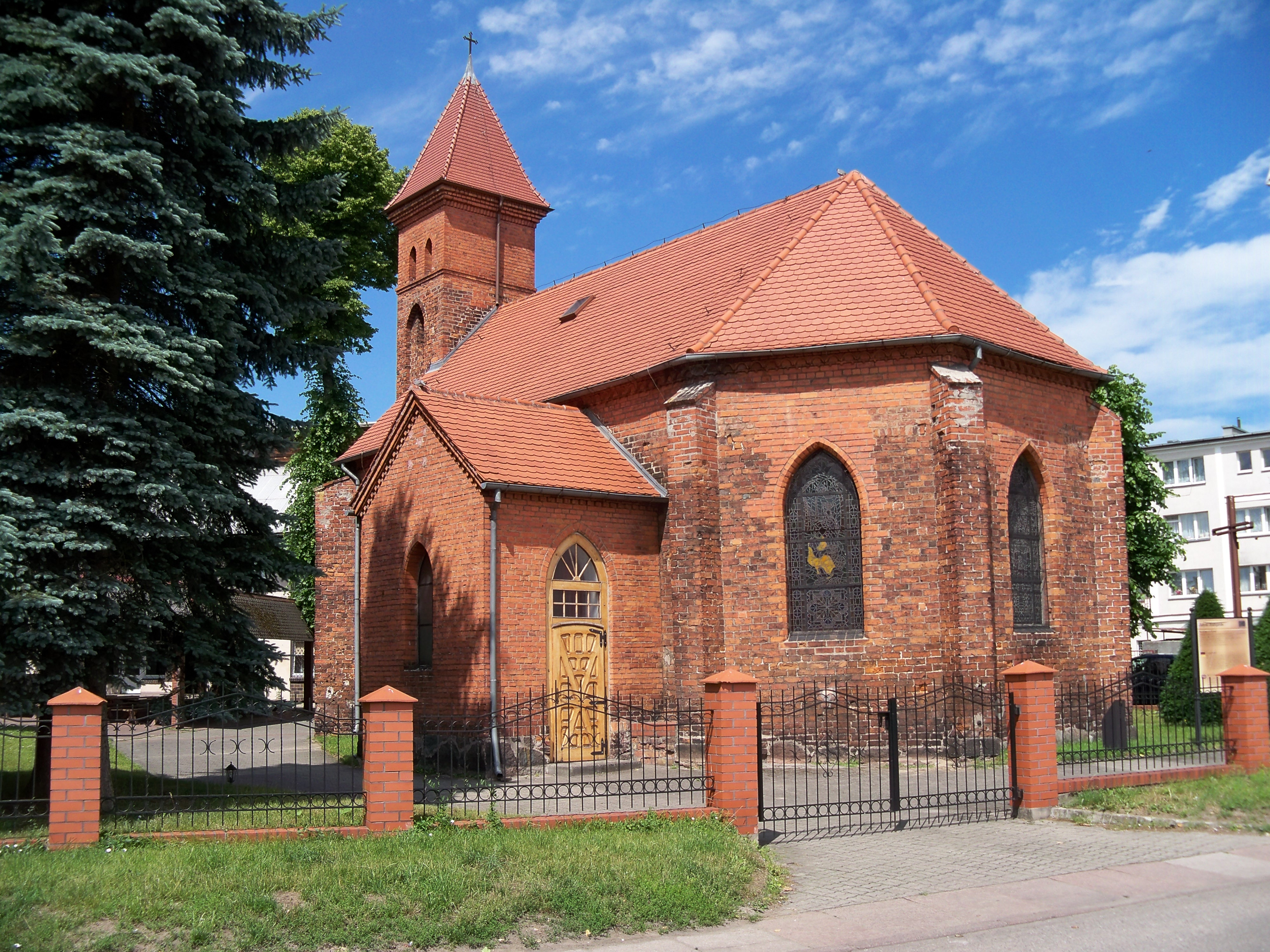
Georgenkirche

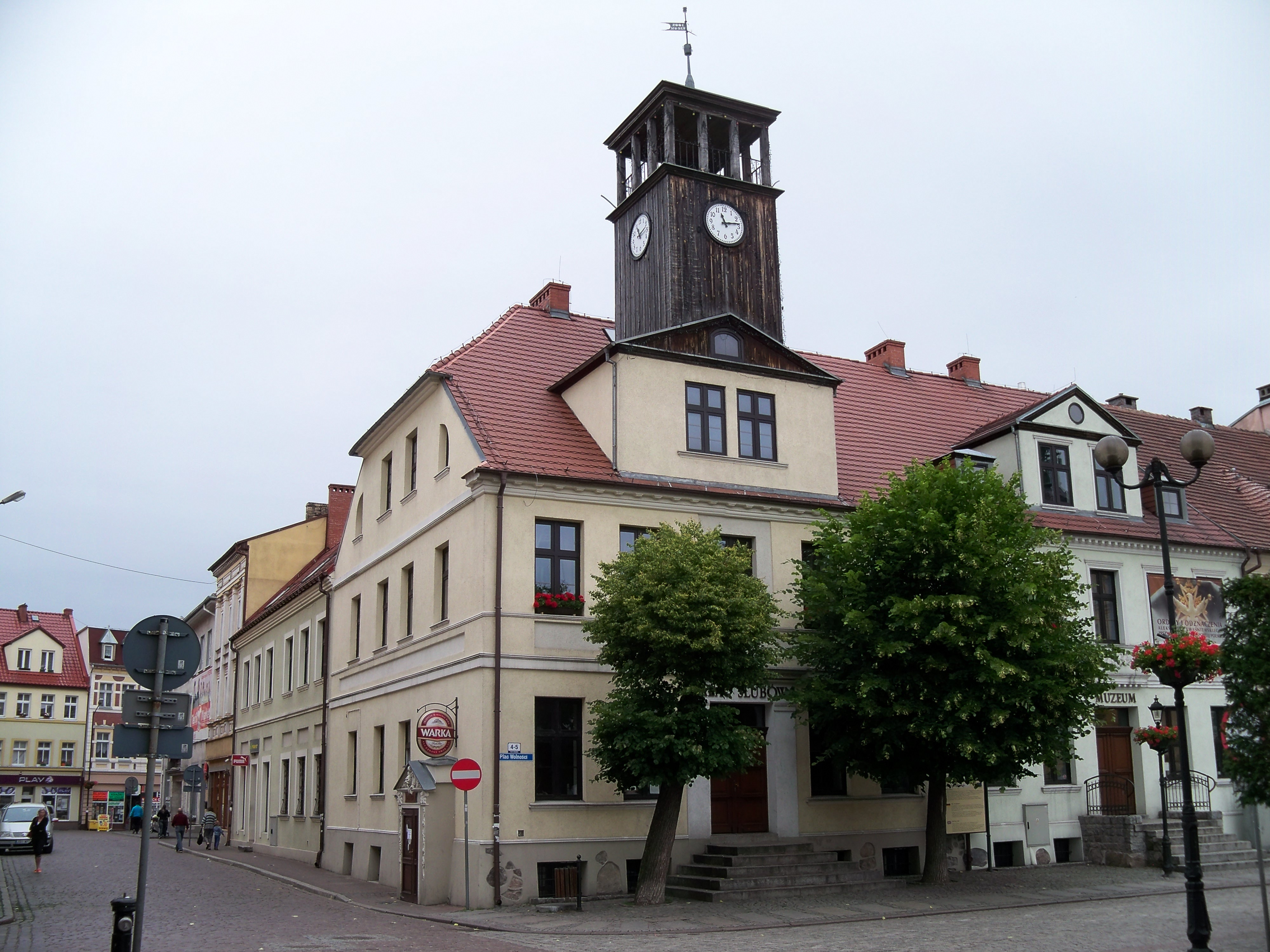
Altes Rathaus

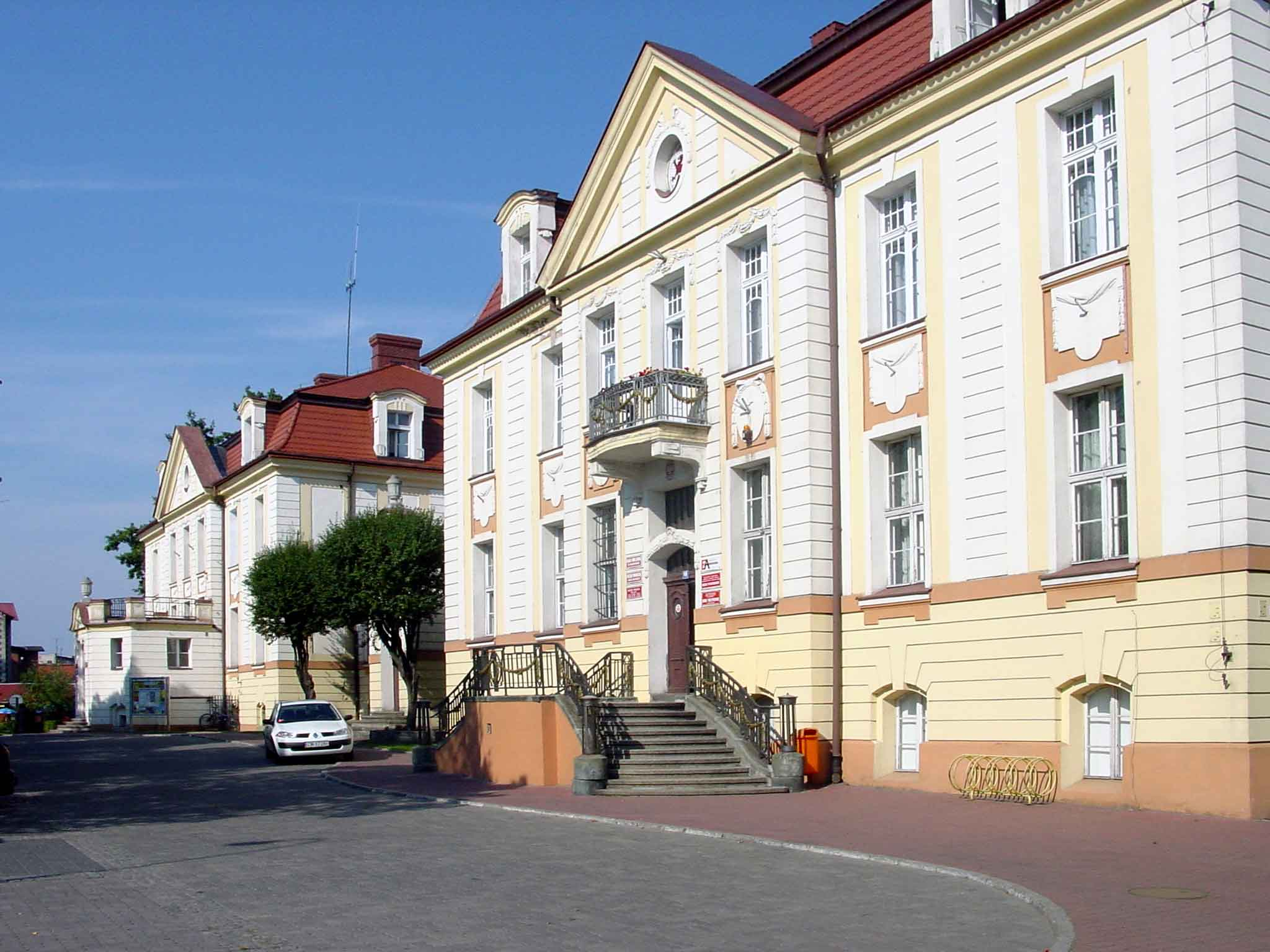
Stadtverwaltung

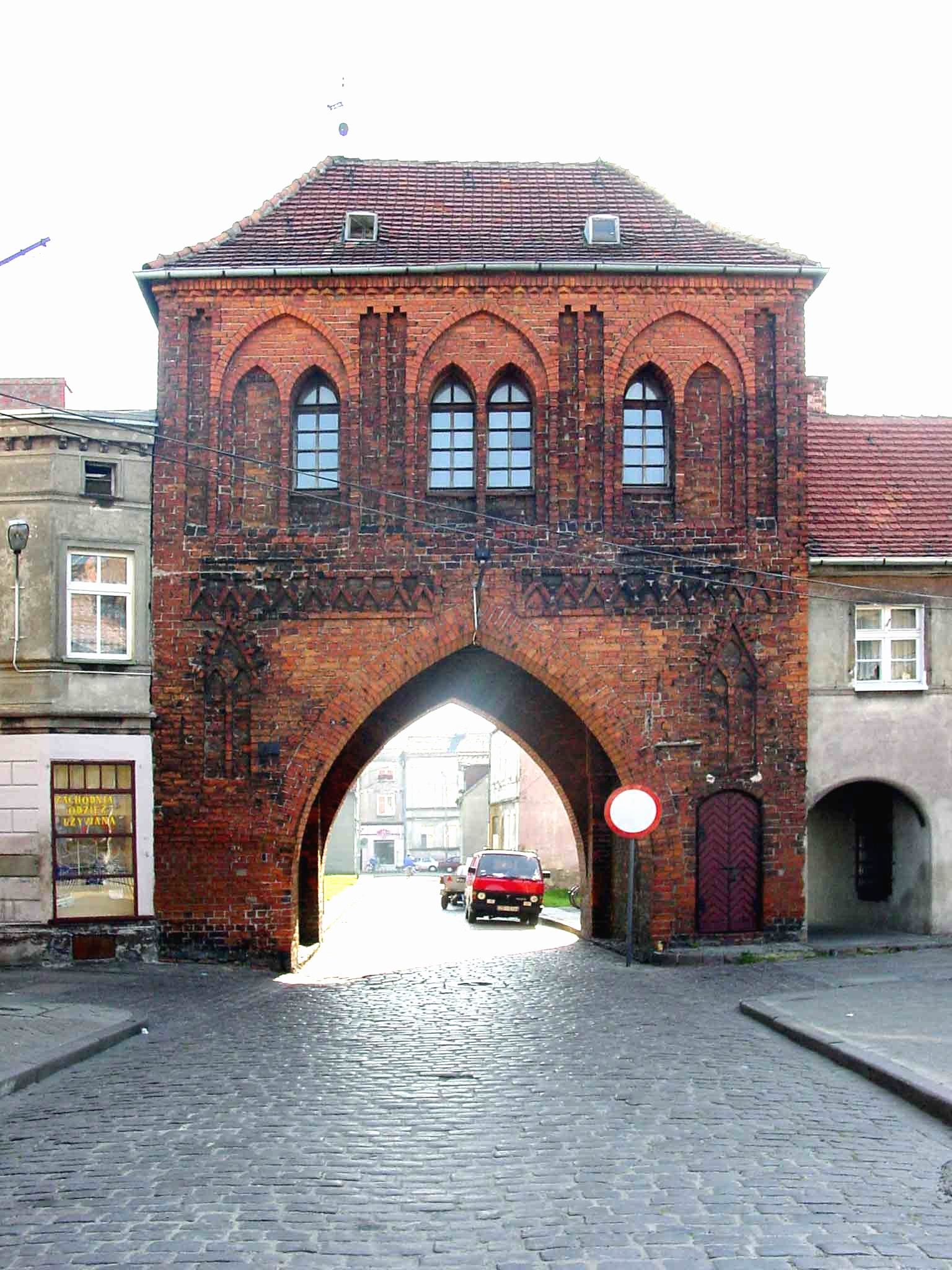
Hohes Tor

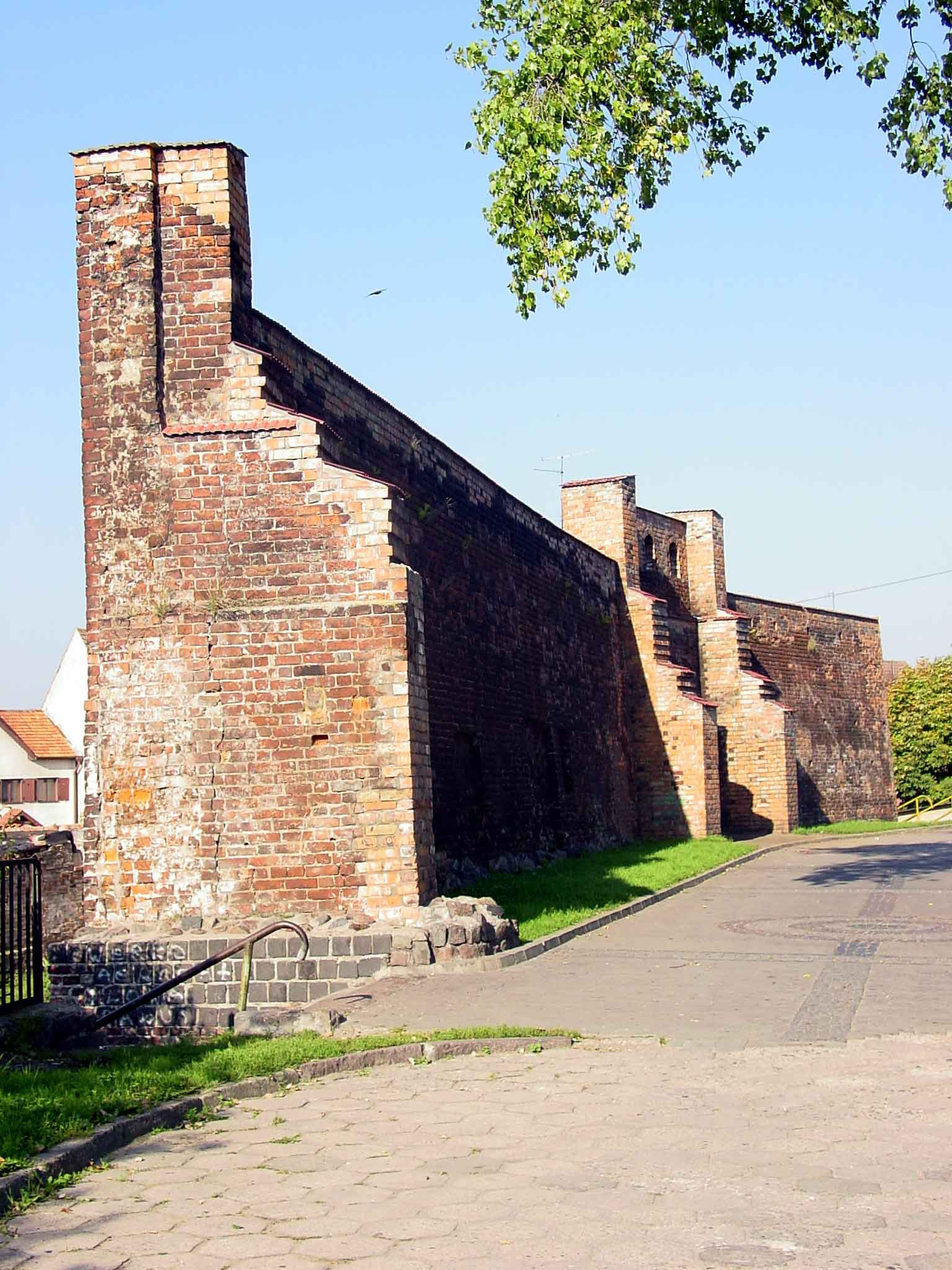
Rest der mittelalterlichen Stadtmauer

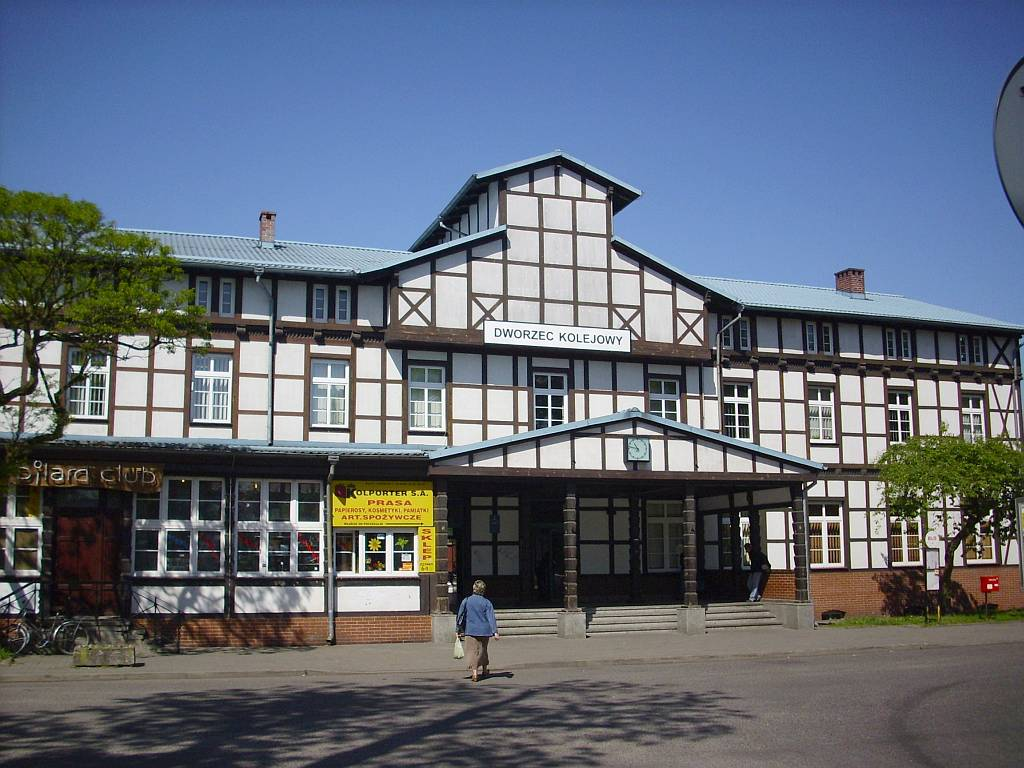
Bahnhof

Flagge von Białogard

Im 10. Jahrhundert befand sich an der Stelle der Stadt eine Burg, die ein wichtiges Handelszentrum an der Kreuzung der Handelsrouten zwischen Posen–Kolberg und Stettin–Danzig war (siehe Schloss Białogard).
Die erste urkundliche Erwähnung erfolgte jedoch erst im Jahr 1105 durch Gallus Anonymus, der die weiße Burg erwähnte, die auf dem Feldzug zur Angliederung Pommerns an Polen entdeckt wurde.
Erstes Anzeichen einer Besiedlung im Raum des späteren Belgards ist eine westslawische Wehrburg auf dem Burgberg, die etwa im 6. Jahrhundert errichtet wurde. In unmittelbarer Nähe entstanden erste unbefestigte Siedlungen. 200 Jahre später siedelten hier die Pomoranen. Die Wehrburg war anschließend Sitz des lokalen Stammesoberhauptes und wurde schon mit dem Namen Belgard, die weiße Burg, wegen ihres Schutzwalls aus weißer Birke, versehen.
Herzog Mieszko I. (um 960–992) hatte Stämme der Polanen im Raum von Warthe und mittlerer Weichsel unter seiner Oberhoheit vereint, die er etwas später auch auf den zweiten Kernraum der Polanen in der Region Krakau ausdehnte. Er und sein Sohn Bolesław I. (992–1025) brachten später auch Teile Pommerns, Schlesiens und Mährens durch Eroberung vorübergehend in ihre Abhängigkeit. Im Zuge dieser Eroberungszüge erstürmten Polanen auch die alte pomoranische Burgwallanlage Belgard. Doch Polanen (Polen) siedelten niemals hier – ebenso wenig nach ihren abermaligen Einfällen in den Jahren 1102 und 1107/1108, denn ihnen kam es auf Unterwerfung und Beute und nicht auf dauerhaften Siedlungsbesitz an. So ist die wiederholte Einverleibung Belgards sowie anderer Burgen der Pomoranen durch polnische Herrscher um 1000 und 1100 eine kurze Episode in der langen Territorialgeschichte Pommerns geblieben. Das Land um Belgard hieß Cassubia.
Als sich zum Ende des 10. Jahrhunderts Handwerk und Handel entwickelt hatten, begann der Fluss Persante, an dessen Ufer der Ort lag, an Bedeutung zu gewinnen. Er war der Transportweg für das Salz, das in dem im Norden gelegenen Kolberg gewonnen wurde. Belgard wurde zum Umschlagplatz und Verarbeitungsort des wichtigen Minerals. Im 11. Jahrhundert wurde Belgard gemeinsam mit Kolberg Residenz des pommerschen Greifengeschlechtes. So rühmten sich die Polen bei ihren Einfällen in den Jahren 1102 und 1107/1108, mit Belgard eine reiche und mächtige Stadt eingenommen zu haben. Als Bischof Otto von Bamberg seine Missionsreise durch Pommern unternahm, gehörte im Jahr 1124 auch Belgard zu seinen Stationen. Als sich Pommern im Jahr 1181 unter die Lehnshoheit des Kaisers Friedrich I. Barbarossa begab, begann Belgards Geschichte als deutsche Stadt. Pommerns Herzöge warben verstärkt deutsche Siedler an, die sich auch in Belgard niederließen und Handwerk und Handel weiter aufblühen ließen. Im Jahr 1299 wurde Belgard das lübische Stadtrecht verliehen, und 1307 erhielt die Stadt das Stapelrecht, mit dem die Voraussetzung geschaffen wurde, dass durchziehende Händler ihre Waren in der Stadt anbieten mussten. Ab 1315 wurde Belgard erneut Residenzstadt, als sich Pommernherzog Wartislaw IV. dort niederließ. In diese Zeit fallen der Baubeginn der Marienkirche und die Errichtung der Stadtmauer.
Im Jahr 1469 kam es zwischen den Belgardern und Schivelbeinern zu einem Gefecht in der Langener Heide, dessen Ursache eine Kuh aus Nemmin gewesen sein soll. Ein anfangs privater Streit zwischen einem Bauern aus dem Belgarder Land und einem Nachbarn aus dem Schivelbeiner Land entwickelte sich zu einer kriegerischen Auseinandersetzung zwischen den Städten Belgard und Schivelbein. Sie wurde zugunsten der Schivelbeiner entschieden, wobei die Belgarder mehr als 300 Mann verloren haben sollen. Dieses Ereignis wird seit 1969 als Volksfest gefeiert.
Mit der Einführung der Reformation in Pommern im Jahr 1534 und der Annahme des evangelischen Bekenntnisses durch seine Herzöge und dessen gleichzeitiger Übertragung auf ihre Untertanen wurden auch die Bürger Belgards evangelisch. Sie waren inzwischen so wohlhabend geworden, dass der Stadtrat eine Verordnung gegen Völlerei erlassen musste. Den guten Zeiten setzte der Dreißigjährige Krieg ein vorläufiges Ende. Kaiserliche wie schwedische Truppen besetzten abwechselnd die Stadt und zerstörten sie erheblich. Eine Pestepidemie tat ihr Übriges, die Zahl der Einwohner um die Hälfte zu dezimieren. Nach dem Westfälischen Frieden 1648 wurde Belgard brandenburgisch und im Jahr 1714 zur preußischen Garnisonsstadt. Zu dieser Zeit hatte die Stadt etwa 1200 Einwohner. Sie beherbergte ein Kürassierregiment. Im Siebenjährigen Krieg war Belgard 1760 von den russischen Truppen besetzt. Schweren Schaden richtete 1765 ein Großbrand an, dem die Mehrzahl der Häuser zum Opfer fiel. Aus der Zeit der napoleonischen Kriege werden hingegen keine Zerstörungen erwähnt. Nach dem Wiener Kongress wurde Belgard eine Stadt in der preußischen Provinz Pommern und im Jahr 1818 Kreisstadt des gleichnamigen Landkreises. In der Mitte des 19. Jahrhunderts setzte durch die Industrialisierung ein neuer Aufschwung ein. Es entstanden neue Betriebe, wie Brauereien, Webereien und Bleichereien. Die Einwohnerzahl erhöhte sich auf knapp 4000, die sich bis zum Ende des Jahrhunderts noch einmal auf 7000 steigerte, als bedingt durch den Eisenbahnanschluss sich weitere Industriebetriebe der Holz- und Metallverarbeitung ansiedelten.
Im Jahr 1898 erhielt die Stadt ein Gaswerk, und 1911 nahm eine elektrische Überlandzentrale ihren Betrieb auf. Für ein Artillerieregiment wurde eine Kaserne errichtet. Am Anfang des 20. Jahrhunderts hatte Belgard drei evangelische Kirchen, eine Synagoge, ein Gymnasium, eine Präparandenanstalt und war Sitz eines Amtsgerichts.
Der Erste Weltkrieg stoppte die Weiterentwicklung in Belgard, wenngleich nach Kriegsende bereits 11.000 Menschen dort wohnten. Die Wirren der ersten Jahre der Weimarer Republik machten sich im Jahr 1920 durch die Teilnahme der dort ansässigen Großbauern am Kapp-Putsch bemerkbar. Positiv wirkte sich hingegen die Erweiterung der Stadt durch neue Siedlungsgebiete in den 1920er Jahren aus. Die rechtskonservative Prägung der Stadt wurde bei den Reichstagswahlen 1924 deutlich, als die Deutschnationale Volkspartei hier ihr drittbestes Ergebnis deutschlandweit erzielte. Im Jahr 1933 erhielten die Nationalsozialisten in Belgard 61,8 % der Stimmen.
Um 1930 hatte die Gemarkung der Stadt Belgard eine Flächengröße von 30,3 km², und im Stadtgebiet standen zusammen 974 Wohnhäuser an elf verschiedenen Wohnorten:
1. Bahnhof Belgard (Persante)
2. Belgard (Persante)
3. Johannishaus
4. Kasernement und Versorgungsamt Städtisches Krankenhaus
5. Kolberger Vorstadt
6. Kösliner Abbau
7. Neuendorf
8. Polziner Abbau
9. Sandmühle
10. Stadtholz und Lülfitzer Weg
11. Uhlenburg

Im Jahr 1925 wurden in Belgard 12.478 Einwohner gezählt, die auf 3214 Haushaltungen verteilt waren.
Bis 1945 war Belgard Verwaltungssitz des Landkreises Belgard im Regierungsbezirk Köslin der preußischen Provinz Pommern des Deutschen Reichs.

## Zeit bis 1938
In Belgard lebten seit dem 18. Jahrhundert Juden. 1889 betrug ihre Anzahl 216. als 1920 der Kapp-Putsch stattfand, kam es zu antisemitischen Taten. Jüdische Geschäfte wurden geplündert und jüdische Männer verhaftet. Ihnen wurde mit Erschießung gedroht. Danach sank die Anzahl der Juden leicht. Um 1932 lebten 30 jüdische Familien mit etwa 112 Personen in Belgard. Das Gebäude der um 1826 erbauten Synagoge in der Jägerstrasse wurde nach dem Novemberpogrome 1938 von einem SA-Sturm genutzt. Umgebaut zu einem Wohnhaus wurde das Gebäude 1988 abgerissen. Im Februar/März 1940 wurden alle Juden aus Pommern nach Polen transportiert und dort ermordet. Juden aus Belgard kamen nach Lublin.

## Ab 1939/1940
Der Zweite Weltkrieg machte sich ab 1940 unmittelbar bemerkbar. Die Stadt musste Evakuierte aus dem heutigen Nordrhein-Westfalen, vornehmlich aus Bochum, aufnehmen, Zwangsarbeiter und Kriegsgefangene kamen hinzu. Ab Herbst 1944 erreichten die ersten Flüchtlinge aus Ostpreußen und dem Memelland die Stadt, deren Einwohnerzahl dadurch von 14.900 im Jahr 1939 auf gut 20.000 gegen Kriegsende anwuchs. Am 4. und 5. März 1945 wurde Belgard von der Roten Armee eingenommen. Zu diesem Zeitpunkt befanden sich die meisten Einwohner noch in der Stadt, da der Räumungsbefehl erst am Abend des 3. März gegeben worden war, als die sowjetischen Truppen bereits vor Belgard standen.
Nachdem die deutsche Bevölkerung fast vollständig in Belgard verblieben und die Häuser von der Roten Armee und bald auch von nachrückenden Polen geplündert worden waren, wurde wenige Wochen nach Kriegsende die Verwaltung der Stadt seitens der sowjetischen Besatzungsmacht den kommunistischen Behörden der Volksrepublik Polen überlassen, ein Zustand, der auch nach dem Potsdamer Abkommen im Sommer 1945 beibehalten wurde. Deutscher Besitz wurde nun einschließlich der Häuser und Wohnungen beschlagnahmt. Es begann die Zuwanderung von Migranten aus von der Sowjetunion besetzten Gebieten östlich der Curzon-Linie. Später kamen Polen aus Zentralpolen und Großpolen hinzu. Die deutsche Bevölkerung wurde zwischen Ende 1945 und Anfang 1946 von der polnischen Administration aus Belgard vertrieben. Lediglich einige Deutsche, die für die Versorgung der Stadt unentbehrlich waren, wurden noch einige Zeit festgehalten, ebenso die auf den von der Roten Armee beschlagnahmten Gütern beschäftigten Deutschen, die die Versorgung des Militärs sicherzustellen hatten. Nach 1947 wurden hier auch Ukrainer aus dem Südosten der Volksrepublik Polen zwangsangesiedelt im Rahmen der Aktion Weichsel. Im Jahr 1950 lebten in der Stadt nur noch 12.700 Einwohner.
Das an die südliche Stadt angrenzende Dorf Vorwerk (Kisielice) mit Ackerhof (Przemiłowo) wurde nach 1945 in das Stadtgebiet integriert.

### Demographie
| Jahr | Einwohner | Anmerkungen |
| ---- | --------- | --- |
| 1740 | 1447      | [ 18 ] |
| 1782 | 1621      | davon 32 Juden |
| 1791 | 1710      | davon 27 Juden |
| 1794 | 1720      | davon 27 Juden |
| 1802 | 1853      | [ 20 ] |
| 1810 | 2139      | [ 20 ] |
| 1812 | 1983      | davon vier Katholiken und 46 Juden                                                                                 |
| 1816 | 1972      | davon 1905 Evangelische, elf Katholiken, 56 Juden                                                                  |
| 1818 | 2138      | ohne das Vorwerk mit Sitz des Amtes Belgard und 49 Einwohnern sowie ohne das Scharfrichter-Haus mit elf Einwohnern |
| 1821 | 2398      | in 356 Privatwohnhäusern                                                                                           |
| 1831 | 2788      | davon elf Katholiken und 85 Juden, in 368 Häusern                                                                  |
| 1843 | 3327      | davon acht Katholiken und 97 Juden                                                                                 |
| 1852 | 3845      | davon sechs Katholiken und 142 Juden                                                                               |
| 1861 | 4776      | davon 21 Katholiken, 179 Juden und ein Deutschkatholik                                                             |
| 1875 | 7181      | [ 23 ] |
| 1880 | 7868      | [ 23 ] |
| 1890 | 7046      | davon 72 Katholiken, 192 Juden                                                                                     |
| 1900 | 8047      | mit der Garnison (eine Abteilung Feldartillerie Nr. 2), meist Evangelische                                         |
| 1910 | 9262      | am 1. Dezember |
| 1925 | 12.478    | davon 12.119 Evangelische, 154 Katholiken, 17 sonstige Christen, 131 Juden                                         |
| 1933 | 13.543    | davon 13.186 Evangelische, 165 Katholiken, zwei sonstige Christen, 83 Juden                                        |
| 1939 | 14.801    | davon 14.077 Evangelische, 235 Katholiken, 183 sonstige Christen, acht Juden                                       |
| 1945 | 14.345    | davon 14.052 Deutsche, 223 Polen                                                                                   |

| Jahr | Anzahl Einwohner | Anmerkungen |
| ---- | ---------------- | ----------- |
| 2015 | 24.570           | meist Polen |

## Bürgermeister
Seit 1517 amtierten als Bürgermeister der Stadt Belgard:
| - Deteleff Bogatzke, 1517 - Hans Gautzel, 1517–1527 - Pawel Glasenapp, 1517–1540 - Sivert Wopersnow, vor 1540 - Reimar von dem Wolde, 1544–1548 - Joachimus von Wobersnow, 1548–1566 - Jacob Schmidt, 1566–1576 - Paulus Cassube, 1576–1588 - Joachim Godmar, 1588–1606 - Joachim Hencke, 1606–1614 - Joachim Schütt, 1614–1616 - Paul von Glasenapp, 1616–1619 - Petrus Schmolcke, 1619–1628 - Christian Hencke, 1628–1632 - Paul Sellicke, 1632–1654 - Johann Hintz, 1654–1658 - Paul Rangow, 1658–1660 | - Joachimus Hencke, 1660–1667 - Petrus Doepcke, 1667–1668 - Johann Feist, 1668 - Samuel Schmidt, 1668–1675 - Joachim Morgenstern, 1675–1692 - Martin Dubschlaff, 1692–1722 - Laurentius Meyer, 1722–1726 - Hofrat Peter Laurentius Doepcke, 1726–1736 - Lic. med. Paul Drawe, 1736–1738 - Tobias Bogislaff Rückert, 1738–1759 - Kriegskommissarius Friedrich Dubschlaff, 1759–1776 - Carl Benjamin Barfenicht, 1776–1780 - Hofrat Daniel Wilhelm Filius, 1780–1781 - Hermann Jacob Justus Meyer, 1781–1809 - Carl Wilhelm Dallmer, 1809–1816 - Johann Ludwig Rehfeldt, 1816–1835 - Johann Friedrich Ferdinand Wille, 1835–1841 | - Carl Ludwig Neitzel, 1841–1847 - Ernst George Gottfried Baehr, 1847–1871 - Carl Boy (zur Probe), 1871–1872 - Ulrich Kleist, 1872–1884 - Eugen Böhmer, 1884–1902 - Edmund Trieschmann, 1902–1923 - Carl Friedrich Müke, 1923–1926 - Wegner (komm.), 1926 - Walter Chlebowsky, 1926–1938 - Kurt Fischer, 1939–1945 - Edward Kotliński, 1945–1945 - Józef Rogulski (1945–?) - Stefan Zdzisław Strzałkowski, 2002–2009 - Zbigniew Raczewski, 2009–2010 - Krzysztof Bagiński, 2010–2018 - Emilia Bury, seit 2018 |

## Verkehr
- In Białogard kreuzen sich die Bahnstrecken Gdańsk–Stargard und Szczecinek–Kołobrzeg.
- Die Stadt liegt an der Woiwodschaftsstraße 163, die von Kołobrzeg (Kolberg) nach Wałcz (Deutsch Krone) führt.

## Partnerstädte
- Aknīste (Lettland)
- Albano Laziale (Italien)
- Binz (Deutschland, Mecklenburg-Vorpommern)
- Gnosjö (Schweden)
- Maardu (Estland)
- Olen (Belgien)
- Teterow (Deutschland, Mecklenburg-Vorpommern)
- Caracal (Rumänien)
- Montana (Bulgarien)

## Sehenswürdigkeiten
- Stadtpfarrkirche St. Marien (Kościół pw. Najświętszej Marii Panny), erbaut im 14. Jahrhundert im Stil der Backsteingotik
- Georgenkirche (Kościół pw. św. Jerzego) aus dem 14. Jahrhundert
- Reste der mittelalterlichen Stadtmauer mit dem Hohen Tor (Brama Połczyńska), gotisch, errichtet im 14. Jahrhundert
- Altes Rathaus am Marktplatz, erbaut 1827 im klassizistischen Stil, hölzerner Uhrturm von 1847, bis 1924 Sitz der Stadtverwaltung, als der Bau des Neuen Rathauses abgeschlossen wurde. In den Jahren von 1926 bis 1952 beherbergte das Gebäude ein Museum und bis 1998 Gemeindewohnungen. Seit 2004 befinden sich in dem Gebäude nach gründlicher Renovierung wieder ein Museum sowie das Standesamt.

## Persönlichkeiten

### Söhne und Töchter der Stadt
- Friedrich George Born (1757–1807), deutscher Jurist, Erster Bürgermeister von Greifenberg und städtischer Landrat
- Maximilian Karl Friedrich Wilhelm Grävell (1781–1860), deutscher Jurist, Mitglied der Frankfurter Nationalversammlung
- Heinrich Diestel (1785–1854), deutscher evangelischer Theologe
- Ludwig Ferdinand Hesse (1795–1876), deutscher Architekt
- Wilhelm Messerschmidt von Arnim (1797–1860), preußischer Generalmajor, zuletzt Kommandeur der 6. Kavallerie-Brigade
- Hugo von Kleist-Retzow (1834–1909), deutscher Politiker, Mitglied des Deutschen Reichstags
- Ewald von Massow (1869–1942), deutscher Generalmajor und SS-Gruppenführer, Präsident des Deutschen Akademischen Austauschdienstes
- Joachim von Manteuffel (1877–1948), deutscher Landrat und Ministerialbeamter
- Otto Scharfschwerdt (1887–1943), deutscher Gewerkschaftsfunktionär und Widerstandskämpfer gegen den Nationalsozialismus
- Joachim Utech (1889–1960), deutscher Bildhauer
- Irene Dyhrenfurth (1898–unbekannt), deutsche Bibliothekarin und Literaturwissenschaftlerin
- Otto Wendt (1902–1984), deutscher Jurist und Politiker (GB/BHE), Staatssekretär im Niedersächsischen Ministerium für Wirtschaft und Verkehr
- Paul Schwerdtner (1911–1990), deutscher Maler und Grafiker
- Hans Martin Schaller (1923–2005), deutscher Historiker
- Rudolf Waßmuth (1928–2023), deutscher Agrarwissenschaftler und Hochschullehrer
- Heinz Busch (1931–2021), deutscher ehemaliger Geheimdienstoffizier, zuletzt Oberst im Ministerium für Staatssicherheit
- Joe Hackbarth (1931–2000), deutscher Jazzmusiker und Maler
- Joachim Neubüser (1932–2021), deutscher Mathematiker und Professor an der RWTH Aachen
- Adelheid Mette (1934–2023), deutsche Indologin und Hochschullehrerin
- Nikola Weisse (* 1941), deutsche Schauspielerin
- Leonore Siegele-Wenschkewitz (1944–1999), deutsche Kirchenhistorikerin, Direktorin der Evangelischen Akademie Arnoldshain
- Joachim Mehr (1945–1964), deutscher Tischler, Todesopfer an der Berliner Mauer
- Aleksander Kwaśniewski (* 1954), polnischer Politiker, ehemaliger Präsident der Polnischen Republik
- Dariusz Białkowski (* 1970), Kanute und Olympionike
- Kamil Skaskiewicz (* 1988), polnischer Ringer

### Weitere mit der Stadt in Verbindung stehende Persönlichkeiten
- Julius Leber (1891–1945), deutscher Politiker, setzte sich während des Kapp-Putsches mit seiner Einheit von Belgard aus für die Republik ein
- Erika Fuchs (1906–2005), deutsche Übersetzerin, bekannt als Übersetzerin der Walt-Disney-Comics, wuchs von 1911 bis 1926 in Belgard auf